# Lionel Malingre
Lionel Malingre (ur. 11 czerwca 1951 w Malakoff) – francuski lekkoatleta, sprinter, dwukrotny medalista halowych mistrzostw Europy.
Specjalizował się w biegu na 400 metrów. Zdobył srebrny medal w sztafecie 4 × 400 metrów (w składzie: Claude Dumont, Patrick Salvador, Daniel Raoult i Malingre) na mistrzostwach Europy juniorów w 1970 w Paryżu, a w biegu na 400 metrów zajął 5. miejsce. Odpadł w półfinale biegu na 400 metrów na halowych mistrzostwach Europy w 1971 w Sofii.
Zwyciężył w sztafecie 4 × 2 okrążenia na halowych mistrzostwach Europy w 1973 w Rotterdamie (sztafeta francuska biegła w składzie: Lucien Sainte-Rose, Salvador, Francis Kerbiriou i Malingre). Zajął 4. miejsce w sztafecie 4 × 400 metrów (w składzie: Gilles Bertould, Pierre Bonvin, Salvador i Malingre) na letniej uniwersjadzie w 1973 w Moskwie. Zdobył srebrny medal w sztafecie 4 × 2 okrążenia (w składzie: Bonvin, Salvador, Daniel Vélasques i Malingre) na halowych mistrzostwach Europy w 1974 w Göteborgu. Na letniej uniwersjadzie w 1977 w Sofii awansował do półfinału biegu na 400 metrów, lecz w nim nie wystąpił.
Malingre był mistrzem Francji juniorów w biegu na 400 metrów w 1970, a wśród seniorów brązowym medalistą na tym dystansie w 1973. Był również halowym wicemistrzem Francji w tej konkurencji w 1974 i brązowym medalistą w 1977.
Rekordy życiowe Malingre’a:
- bieg na 200 metrów – 21,61 (1973)
- bieg na 400 metrów – 47,11 (1977)